# Fredy Guarín
Fredy Alejandro Guarín Vázquez (Puerto Boyacá, 30 de junio de 1986) es un exfutbolista colombiano, jugaba como centrocampista y su último equipo fue Millonarios F.C de la Categoría Primera A de Colombia. En varias ocasiones fue convocado a la Selección de fútbol de Colombia. 
Comenzó su trayectoria deportiva en el Atlético Huila, luego tuvo un breve paso por Argentina, y jugó dos años en Francia con Saint-Étienne. Él hizo un nombre por sí mismo con el Porto en Portugal, donde pasó cuatro temporadas y ganó diez títulos más importantes, incluyendo tres campeonatos nacionales y Europa League 2011. 
Guarín representó a la selección de fútbol de Colombia en la Copa Mundial de la FIFA 2014 y Copa América 2011.

## Trayectoria

### Inicios

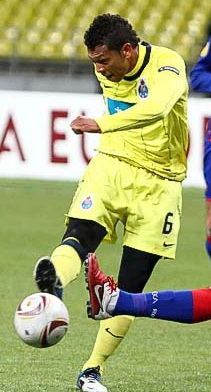
Freddy Guarín con el Porto.

Fredy nació en Puerto Boyacá, el 30 de junio de 1986, ciudad que lo vio crecer y en donde realizó sus estudios escolares de primaria, él desde muy pequeño fue aficionado por el fútbol, y siempre le decía a su madre que su profesión era ser futbolista.
Su madre buscando mejor futuro para ella y para su hijo llegan a Ibagué ciudad donde comenzó su carrera futbolística en Cooperamos Tolima, equipo de la Categoría Primera B y le brindó su apoyo, realizó sus estudios de Secundaria en el Colegio Gimnasio La Merced, los cuales no pudo terminar por su debut en el Atlético Huila en el año 2002, su graduación se realizó en el 2009. Hizo parte de las Selecciones de Fútbol de menores que representaban al departamento del Tolima. También jugó en diferentes ligas de la ciudad y luego llegó a las inferiores del Deportes Tolima. Sus derechos deportivos fueron adquiridos por Envigado F. C. equipo de la Primera A del fútbol colombiano.

### Atlético Huila
En el 11 de agosto de 2002 debuta con tan solo 16 años en el Atlético Huila en un partido frente al Deportivo Cali en el Estadio Pascual Guerrero siendo este su primer equipo profesional gracias al técnico Bernardo Redín. En 2004 después del éxito obtenido por la Selección de fútbol de Colombia Sub-17 en el Copa Mundial de Fútbol Juvenil de 2003 disputado en Finlandia, el club Envigado FC le hace un contrato profesional.

### Boca Juniors
Al año siguiente después del nuevo éxito con La selección Colombiana en el Campeonato Sudamericano Sub-20 de 2005 disputado en su país, se marcha en calidad de cedido a Argentina para jugar en Boca Juniors en su división de juveniles. Esa temporada, en la que su equipo ganó el Torneo Clausura, Guarín debutó con la primera plantilla del club y jugó en dos ocasiones.
En agosto de 2006 Boca Juniors intenta fichar a Freddy, pero finalmente se marcha.

### Saint-Etienne
Se marcha al Saint-Étienne francés en calidad de cedido. Su debut en la Ligue 1 se produjo el 14 de octubre en un partido contra el Lyon.

### Porto
En 2008 recomendado por Wason Rentería firma contrato con el Porto de Portugal. El 8 de enero de 2011 marcó un gol gracias a un potentísimo remate desde casi mitad de cancha con el Porto. Desde ese entonces, Freddy Guarín ha sido caracterizado por sus potentes remates desde media distancia y su capacidad de generar juego. Prueba de ello está en ingeniar varias jugadas de gol en el paso que Porto tuvo en la UEFA Europa League
En la final de la UEFA Europa League, el 18 de mayo de 2011, en el minuto 42 Fredy Guarín roba el balón y hace un preciso centro en el que Radamel Falcao García de cabeza mete el gol de la victoria.
En el 2011 el gol que marcó en la goleada del Porto 4-1 contra Marítimo, en la Liga portuguesa, fue escogido por los lectores del diario británico The Guardian como el mejor gol en Europa de la temporada 2010-2011 con un 47,2 por ciento de votación, estando por arriba de otros 20 nominados.

### Inter de Milán

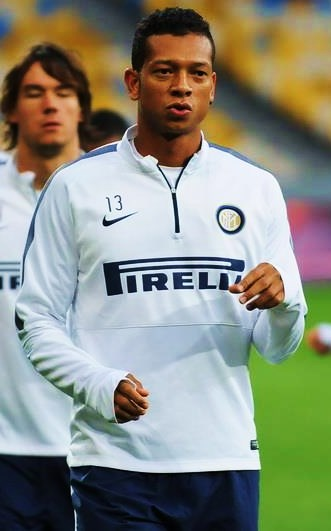
Freddy Guarín entrenando con el Inter de Milán.

En el 2012 el Inter de Milán adquirió los servicios del jugador colombiano Freddy Guarín hasta el 2016, no obstante al principio la cláusula del contrato era un préstamo por lo que restaba de la temporada con una opción de compra, si se hacía efectiva la compra, esto generaría que el contrato de Freddy Guarín sea hasta 2016.
Pese a estar en el Inter y al no haber jugado partidos de la liga de campeones 2011/12, Guarín no podrá jugar lo que queda del torneo continental por haber sido inscrito por el Porto para jugar en la fase de grupos. Después de superar su lesión en la pierna derecha, Guarín es convocado por primera vez a un partido del Inter, no jugó pero fue catalogada esa convocatoria como el trampolín a una continuidad mayor que la que vio en el Porto dirigido por Víctor Pereira, ese partido lo perdió el Inter 2 a 0 frente a la Juventus, equipo que también se interesó por Guarín.
Su debut oficial se realizó el 1 de abril de 2012 frente al Genoa de la Serie A de Italia marcador que terminaría 5-4 a favor del Inter, el quinto gol del equipo milanista, fue gracias a un penal que le cometieron. En total se produjeron 4 penales en el partido hecho que molestó al equipo neroazzurro porque 3 penales fueron en su contra.
El 16 de mayo de 2012 el Inter de Milán hizo efectiva la opción de compra de Freddy Guarín por 11 millones de euros. El 21 de julio de 2012 anotó su primer gol con la camiseta neroazurra frente al Milan en un triangular amistoso.
En el Inter de Milán logra tener un nivel extraordinario logrando llegar a ser una referencia para el club, y acaparando la atención de grandes clubes europeos. El 21 de febrero de 2013 marcó su primer doblete en este equipo, en el partido por Europa League ante el Cluj De Rumania, partido que terminó 0-3 a favor de Inter de Milán.
El 25 de marzo de 2014, Guarín acordó extender su contrato con el Inter hasta 2017. El 14 de septiembre, como un sustituto del segundo tiempo, anotó en la victoria por 7-0 en casa contra el Sassuolo en el inicio de la temporada 2014-15, que comenzó a ser utilizado por el técnico Walter Mazzarri como segundo delantero.
El 7 de diciembre de 2014, en su partido número 100 con el Inter, Guarín asistiría a Mauro Icardi en el minuto 44 de un eventual derrota 1-2 en casa contra el Udinese. El 16 de febrero del año siguiente, anotó dos veces después de cobrar un penal en el primer minuto del éxito 4-1 contra Atalanta, ayudando a su equipo para asegurar la primera victoria a domicilio en la liga desde diciembre de 2014.
El 10 de mayo de 2015 sale lesionado del partido que su equipo le ganó 1-2 sobre Lazio jugando solo el primer tiempo, dos días se confirmaría que estará 4 o 5 semanas fueras de las canchas por lo que queda fuera el final de temporada y se pierde la Copa América 2015, con la Selección Colombia,.
El 13 de septiembre por la tercera fecha de la Serie A 2015/16 marca un gol de media distancia dando la victoria en el clásico contra el Milan siendo su primer gol en la temporada.
Se despediría del club milanes el 27 de enero después de cuatro temporadas con 23 goles y 27 asistencias en 143 partidos disputados.

### Shanghái Shenhua
El 27 de enero de 2016 se confirma su fichaje por el equipo chino con un valor de compra que redondearía entre los 10 y 12 millones de euros. Uniéndose al club que está siendo dirigido por el uruguayo Gustavo Poyet y que además compartiría vestuario con su compatriota Giovanni Moreno.

Su primer gol lo marcaría el 11 de mayo en la victoria 5 a 0 sobre Qingdao Jonoon por la Copa de China. El 30 de julio marca su primer doblete en China dándola la victoria a su equipo 3 a 2 sobre el Jiangsu Suning.
Su primer título en China lo celebró el 26 de noviembre de 2017 ganando la Copa de China de fútbol a pesar de perder frente al Shanghái SIPG por 3-2 y ganando en el global por el gol de visitantes tras haber ganado la ida 1-0, cerraría la mejor temporada de su carrera anotando 12 goles en 23 partidos jugados.
Su primer gol de la temporada lo hace el 21 de febrero por la Champions 2018 en el empate a dos goles frente al Sidney FC. El 6 de octubre marca el gol de le victoria por la mínima como visitantes sobre Chongqing Dangdai Lifan marcando desde el tiro penal.
Marca su primer gol del 2019 el 7 de abril en la goleada 5 por 1 sobre Beijing Renhe además donde da una asistencia.

### Vasco de Gama
El día 28 de septiembre se confirma su llegada Vasco da Gama de la primera división de Brasil en donde comparte vestuario con Oswaldo Henríquez y Germán Cano. Debuta el 17 de octubre en la victoria 2 por 1 sobre Botafogo ingresando en el segundo tiempo. Marca su primer gol con el club el 30 de octubre de tiro libre en la derrota 1-3 frente a Grêmio.
En agosto de 2020 se anuncia su salida del Vasco da Gama aludiendo problemas personales en Colombia. Aunque el jugador tuvo una estadía corta en el club fue calificado gratamente por los hinchas

### Millonarios
El día 16 de diciembre se especula su llegada a Millonarios para la temporada 2021, club del cual es hincha, al mando del profesor Alberto Gamero, quién estaba en busca de añadir un jugador experimentado a la plantilla que formó, a partir de las fuerzas básicas del club. El 30 de diciembre de 2020 Guarín es presentado en las redes sociales del club llegando al club en condición de contrato por un año con opción de compra. El 6 de enero de 2021 firma su contrato, cerrando así su vinculación por un año con Millonarios.

Debuta el 16 de enero en la victoria 1-0 ante Envigado Fútbol Club entrando a la cancha por el delantero Jader Valencia. El 7 de febrero debuta como titular en el regreso del equipo al Estadio El Campin. Marca el primer gol de la victoria 3-2 ante el Deportivo Pereira,el cual fue su primer y único gol en este ciclo con el equipo. El elenco de Pereira fue el último club en Colombia al cual Freddy le anotó gol antes de emigrar al exterior en 2005.
Su última aparición con el club embajador antes de sus problemas personales fue el 23 de febrero en el Estadio Metropolitano Roberto Meléndez en la derrota 2-0 frente al Junior de Barranquilla.

## Selección nacional

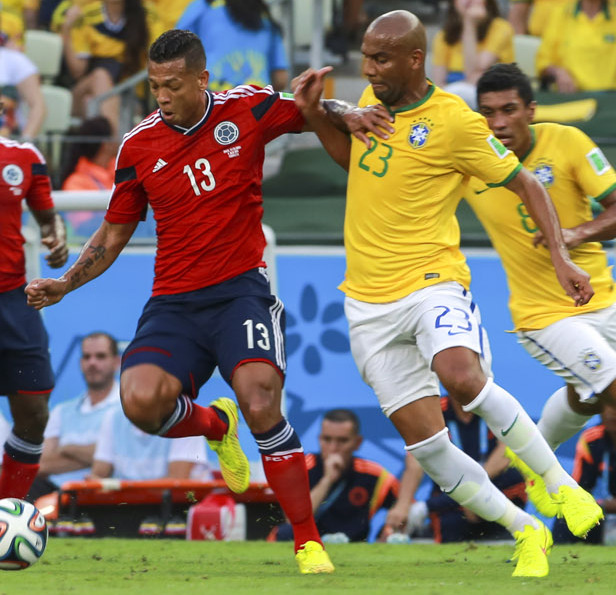
Freddy Guarín jugando en el partido de contra en la Copa Mundial de Fútbol de 2014.

Con la Selección Colombia hizo parte del equipo que logró el tercer lugar en la Copa Mundial de Fútbol Juvenil de 2003 disputada en los Emiratos Árabes Unidos. Asimismo, integró el equipo nacional que logró el cuarto lugar en la Copa Mundial de Fútbol Sub-17 de 2003 disputada en Finlandia.
Con el equipo de mayores ha sido internacional en 56 ocasiones. Su debut como internacional se produjo el 24 de mayo de 2006 en un partido amistoso contra Ecuador. Marcó su primer tanto con la selección absoluta el 26 de marzo de 2011 contra Ecuador, de tiro libre, en un encuentro que terminó 2-0 a favor de los cafeteros. Ganó una Medalla de oro en los XX Juegos Centroamericanos y del Caribe con su selección.
El 6 de junio de 2011 fue convocado por el técnico Hernán Darío Gómez para jugar en la Copa América 2011 que se realizó en Argentina, Además de esto, en ese mismo mes, recibió un reconocimiento por haber anotado el mejor gol de la temporada europea 2010-2011 por parte del diario británico The Guardian, gracias a la votación del público. En mayo de 2012 es convocado por José Pekerman para los partidos de eliminatorias contra Perú y Ecuador el 3 y 10 de junio respectivamente. Frente a la Selección de Guyana, el 28 de mayo, anota su tercer gol con la Selección Colombia en la victoria 7 a 1 de la "Tricolor".
El 6 de junio, juega un amistoso previo a la Copa Mundial de Fútbol 2014 en Brasil contra Jordania, en este partido, entra de suplente en el segundo tiempo y anota un gol de casi 30 metros, para anotar el tercer gol del equipo en el partido y su quinto gol con la selección, terminando el partido 3-0.
El 13 de mayo de 2014 fue incluido por el entrenador José Pekerman en la lista preliminar de 30 jugadores con miras a la Copa Mundial de Fútbol de 2014. Finalmente, fue seleccionado en la nómina definitiva de 23 jugadores el 2 de junio.
El 11 de mayo de 2015 fue seleccionado por José Pekerman en los 30 pre-convocados para disputar la Copa América 2015.

### Goles internacionales
| # | Fecha                   | Lugar                                            | Rival     | Gol   | Resultado | Competición                |
| - | ----------------------- | ------------------------------------------------ | --------- | ----- | --------- | -------------------------- |
| 1 | 26 de marzo de 2011     | Vicente Calderón, España                         | Ecuador   | 1 - 0 | 2 -0      | Amistoso                   |
| 2 | 11 de noviembre de 2011 | Metropolitano Roberto Meléndez, Colombia         | Venezuela | 1 - 0 | 1 - 1     | Clasificación Mundial 2014 |
| 3 | 14 de agosto de 2013    | Mini Estadi del Barcelona, España                | Serbia    | 1 - 0 | 1 - 0     | Amistoso                   |
| 4 | 6 de junio de 2014      | Estadio Nuevo Gasométro, Buenos Aires, Argentina | Jordania  | 3 - 0 | 3 - 0     | Amistoso                   |

### Participaciones en Copas del Mundo Juveniles
| Mundial                            | Sede                               | Resultado                          | PJ | GA | Asis |
| ---------------------------------- | ---------------------------------- | ---------------------------------- | -- | -- | ---- |
| Copa Mundial Sub-17 2003           | Finlandia                          | Cuarto lugar                       | 6  | 2  | 0    |
| Copa Mundial Sub-20 2003           | EAU                                | Tercer lugar                       | 3  | 0  | 0    |
| Copa Mundial Sub-20 2005           | Países Bajos                       | Octavos de final                   | 4  | 2  | 0    |
| Total en Copas del Mundo Juveniles | Total en Copas del Mundo Juveniles | Total en Copas del Mundo Juveniles | 13 | 4  | 0    |

### Participaciones enCopas del Mundo
| Mundial                | Sede   | Resultado        | PJ | GA | Asis |
| ---------------------- | ------ | ---------------- | -- | -- | ---- |
| Mundial de Brasil 2014 | Brasil | Cuartos de final | 3  | 0  | 0    |

### Participaciones enEliminatorias al Mundial
| Eliminatoria                            | Sede del Mundial       | Posición               | Resultado   | PJ | GA | Asis |
| --------------------------------------- | ---------------------- | ---------------------- | ----------- | -- | -- | ---- |
| Eliminatorias Mundial de Sudáfrica 2010 | Sudáfrica              | 7°lugar 23pts          | Eliminado   | 11 | 0  | 0    |
| Eliminatorias Mundial de Brasil 2014    | Brasil                 | 2°lugar 30pts          | Clasificado | 9  | 1  | 2    |
| Eliminatorias Mundial de Rusia 2018     | Rusia                  | 4°lugar 27pts          | Clasificado | 2  | 0  | 0    |
| Total en Eliminatorias                  | Total en Eliminatorias | Total en Eliminatorias | 2/3         | 22 | 1  | 2    |

### Participaciones enCopas América
| Torneo            | Sede      | Resultado        | PJ | GA | Asis |
| ----------------- | --------- | ---------------- | -- | -- | ---- |
| Copa América 2011 | Argentina | Cuartos de final | 4  | 0  | 1    |

## Estadísticas
| Club                      | Temporada           | Liga  | Liga  | Liga   | Copas nacionales | Copas nacionales | Copas nacionales | Copas internacionales | Copas internacionales | Copas internacionales | Total | Total | Total  | Media goleadora |
| Club                      | Temporada           | Part. | Goles | Asist. | Part.            | Goles            | Asist.           | Part.                 | Goles                 | Asist.                | Part. | Goles | Asist. | Media goleadora |
| ------------------------- | ------------------- | ----- | ----- | ------ | ---------------- | ---------------- | ---------------- | --------------------- | --------------------- | --------------------- | ----- | ----- | ------ | --------------- |
| Atlético Huila · Colombia | 2002                | 5     | 0     | 0      | -                | -                | -                | -                     | -                     | -                     | 5     | 0     | 0      | 0,0             |
| Atlético Huila · Colombia | Total               | 5     | 0     | 0      | -                | -                | -                | -                     | -                     | -                     | 5     | 0     | 0      | 0,00            |
| Envigado FC · Colombia    | 2003                | 5     | 0     | 0      | -                | -                | -                | -                     | -                     | -                     | 5     | 0     | 0      | 0,0             |
| Envigado FC · Colombia    | 2004                | 23    | 3     | 0      | -                | -                | -                | -                     | -                     | -                     | 23    | 3     | 0      | 0,10            |
| Envigado FC · Colombia    | 2005                | 10    | 1     | 0      | -                | -                | -                | -                     | -                     | -                     | 10    | 1     | 0      | 0,10            |
| Envigado FC · Colombia    | Total               | 38    | 4     | 0      | -                | -                | -                | -                     | -                     | -                     | 43    | 4     | 0      | 0,09            |
| Boca Juniors Argentina    | 2005-06             | 2     | 0     | 0      | -                | -                | -                | -                     | -                     | -                     | 2     | 0     | 0      | 0,0             |
| Boca Juniors Argentina    | Total               | 2     | 0     | 0      | -                | -                | -                | -                     | -                     | -                     | 2     | 0     | 0      | 0,0             |
| Saint-Étienne Francia     | 2006-07             | 18    | 1     | 1      | 7                | 0                | 0                | -                     | -                     | -                     | 25    | 1     | 1      | 0,08            |
| Saint-Étienne Francia     | 2007-08             | 18    | 0     | 1      | 5                | 2                | 0                | -                     | -                     | -                     | 23    | 2     | 1      | 0,08            |
| Saint-Étienne Francia     | Total               | 36    | 1     | 2      | 12               | 2                | 0                | 0                     | 0                     | 0                     | 48    | 3     | 2      | 0,08            |
| Porto Portugal            | 2008-09             | 15    | 1     | 1      | 8                | 2                | 0                | 3                     | 0                     | 0                     | 26    | 3     | 1      | 0,11            |
| Porto Portugal            | 2009-10             | 19    | 4     | 6      | 9                | 3                | 0                | 7                     | 0                     | 2                     | 35    | 7     | 8      | 0,20            |
| Porto Portugal            | 2010-11             | 22    | 5     | 1      | 8                | 0                | 4                | 14                    | 5                     | 3                     | 44    | 10    | 8      | 0,23            |
| Porto Portugal            | 2011-12             | 7     | 1     | 1      | 1                | 0                | 0                | 3                     | 0                     | 0                     | 11    | 1     | 1      | 0,09            |
| Porto Portugal            | Total               | 63    | 11    | 9      | 26               | 5                | 4                | 27                    | 5                     | 5                     | 116   | 21    | 18     | 0,18            |
| Inter de Milán · Italia   | 2011-12             | 6     | 0     | 3      | 0                | 0                | 0                | -                     | -                     | -                     | 6     | 0     | 3      | 0,0             |
| Inter de Milán · Italia   | 2012-13             | 32    | 4     | 5      | 3                | 2                | 1                | 12                    | 4                     | 6                     | 47    | 10    | 12     | 0,21            |
| Inter de Milán · Italia   | 2013-14             | 32    | 4     | 9      | 3                | 0                | 2                | -                     | -                     | -                     | 35    | 4     | 11     | 0,14            |
| Inter de Milán · Italia   | 2014-15             | 28    | 6     | 8      | 1                | 0                | 1                | 8                     | 1                     | 3                     | 37    | 7     | 12     | 0,18            |
| Inter de Milán · Italia   | 2015-16             | 16    | 1     | 2      | 0                | 0                | 0                | -                     | -                     | -                     | 16    | 1     | 2      | 0,06            |
| Inter de Milán · Italia   | Total               | 114   | 15    | 27     | 7                | 3                | 6                | 20                    | 5                     | 9                     | 141   | 22    | 40     | 0,16            |
| Shanghái Shenhua China    | 2016                | 26    | 4     | 6      | 4                | 1                | 2                | -                     | -                     | -                     | 30    | 5     | 8      | 0,13            |
| Shanghái Shenhua China    | 2017                | 18    | 10    | 5      | 5                | 2                | 1                | -                     | -                     | -                     | 23    | 12    | 6      | 0,52            |
| Shanghái Shenhua China    | 2018                | 25    | 7     | 6      | 1                | 1                | 0                | 5                     | 1                     | 1                     | 31    | 9     | 7      | 0,31            |
| Shanghái Shenhua China    | 2019                | 14    | 2     | 4      | 2                | 0                | 0                | -                     | -                     | -                     | 16    | 2     | 4      | 0,0             |
| Shanghái Shenhua China    | Total               | 83    | 23    | 21     | 12               | 4                | 3                | 5                     | 1                     | 1                     | 100   | 28    | 25     | 0,30            |
| Vasco de Gama · Brasil    | 2019                | 12    | 3     | 0      | 0                | 0                | 0                | -                     | -                     | -                     | 12    | 3     | 0      | 0,25            |
| Vasco de Gama · Brasil    | 2020                | 1     | 0     | 0      | 2                | 0                | 0                | -                     | -                     | -                     | 3     | 0     | 0      | 0,0             |
| Vasco de Gama · Brasil    | Total               | 13    | 3     | 0      | 2                | 0                | 0                | 0                     | 0                     | 0                     | 15    | 3     | 0      | 0,25            |
| Millonarios · Colombia    | 2021                | 7     | 1     | 0      | 0                | 0                | 0                | -                     | -                     | -                     | 7     | 1     | 0      | 0,14            |
| Millonarios · Colombia    | Total               | 7     | 1     | 0      | 0                | 0                | 0                | 0                     | 0                     | 0                     | 7     | 1     | 0      | 0,14            |
| Total en su carrera       | Total en su carrera | 361   | 58    | 59     | 59               | 14               | 13               | 52                    | 11                    | 15                    | 477   | 82    | 85     | 0,17            |

### Selección
| Selección                | Año                      | Partidos | Goles |
| ------------------------ | ------------------------ | -------- | ----- |
| Sub-17                   | 2002                     | 6        | 2     |
| Total                    | Total                    | 6        | 2     |
| Sub-20                   | 2003/05                  | 16       | 2     |
| Total                    | Total                    | 16       | 2     |
| Absoluta                 | 2006                     | 5        | 0     |
| Absoluta                 | 2007                     | 1        | 0     |
| Absoluta                 | 2008                     | 10       | 0     |
| Absoluta                 | 2009                     | 8        | 0     |
| Absoluta                 | 2010                     | 2        | 0     |
| Absoluta                 | 2011                     | 11       | 2     |
| Absoluta                 | 2012                     | 3        | 0     |
| Absoluta                 | 2013                     | 8        | 1     |
| Absoluta                 | 2014                     | 6        | 1     |
| Absoluta                 | 2015                     | 4        | 0     |
| Total                    | Total                    | 58       | 4     |
| Total Selección Colombia | Total Selección Colombia | 80       | 8     |

## Palmarés

### Campeonatos nacionales
| Título                        | Club             | País      | Año    |
| ----------------------------- | ---------------- | --------- | ------ |
| Primera División de Argentina | Boca Juniors     | Argentina | C-2006 |
| Primeira Liga                 | Porto            | Portugal  | 2009   |
| Supercopa de Portugal         | Porto            | Portugal  | 2009   |
| Copa de Portugal              | Porto            | Portugal  | 2010   |
| Supercopa de Portugal         | Porto            | Portugal  | 2010   |
| Primeira Liga                 | Porto            | Portugal  | 2011   |
| Copa de Portugal              | Porto            | Portugal  | 2011   |
| Supercopa de Portugal         | Porto            | Portugal  | 2011   |
| Primeira Liga                 | Porto            | Portugal  | 2012   |
| Copa de China                 | Shanghái Shenhua | China     | 2017   |

### Copas internacionales
| Título                  | Equipo           | Sede     | Año  |
| ----------------------- | ---------------- | -------- | ---- |
| Sudamericano Sub-20     | Selección Sub-20 | Colombia | 2005 |
| en Juegos Centro/Caribe | Selección Sub-21 | Colombia | 2006 |
| Liga Europea de la UEFA | Porto            | Portugal | 2011 |

### Distinciones individuales
| Distinción                                                       | Año  |
| ---------------------------------------------------------------- | ---- |
| Jugador del mes de la Primeira Liga (marzo)                      | 2011 |
| Gol europeo del año de la temporada 2010-2011 según The Guardian | 2011 |
| Incluido en el once ideal de la Copa América 2011                | 2011 |

## Vida personal
- Guarin es padre de 3 hijos, los dos primeros (Danna y Daniel) fruto de su relación con la venezolana Andreína Fiallo y el menor (Jacobo) con la colombiana Sara Uribe. Actualmente se encuentra en una relación con Pauleth Pastrana.